# Ubaldo Marchioni

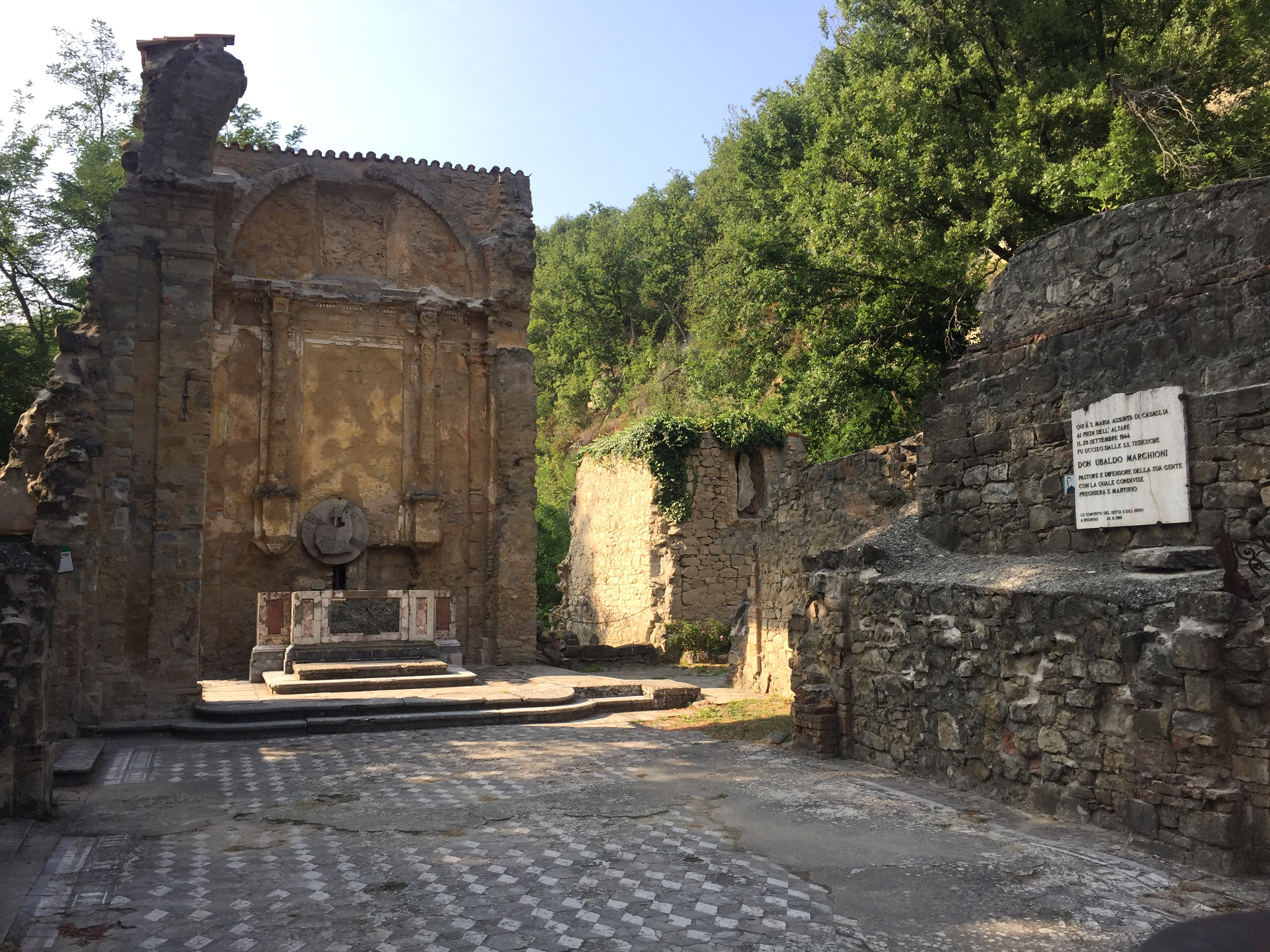
S. Maria Assunta di Casaglia e memoriale a Don Ubaldo Marchioni

Ubaldo Marchioni (Grizzana Morandi, 19 maggio 1918 – Marzabotto, 29 settembre 1944) è stato un presbitero italiano, vittima dei nazisti nella strage di Marzabotto.

## Biografia

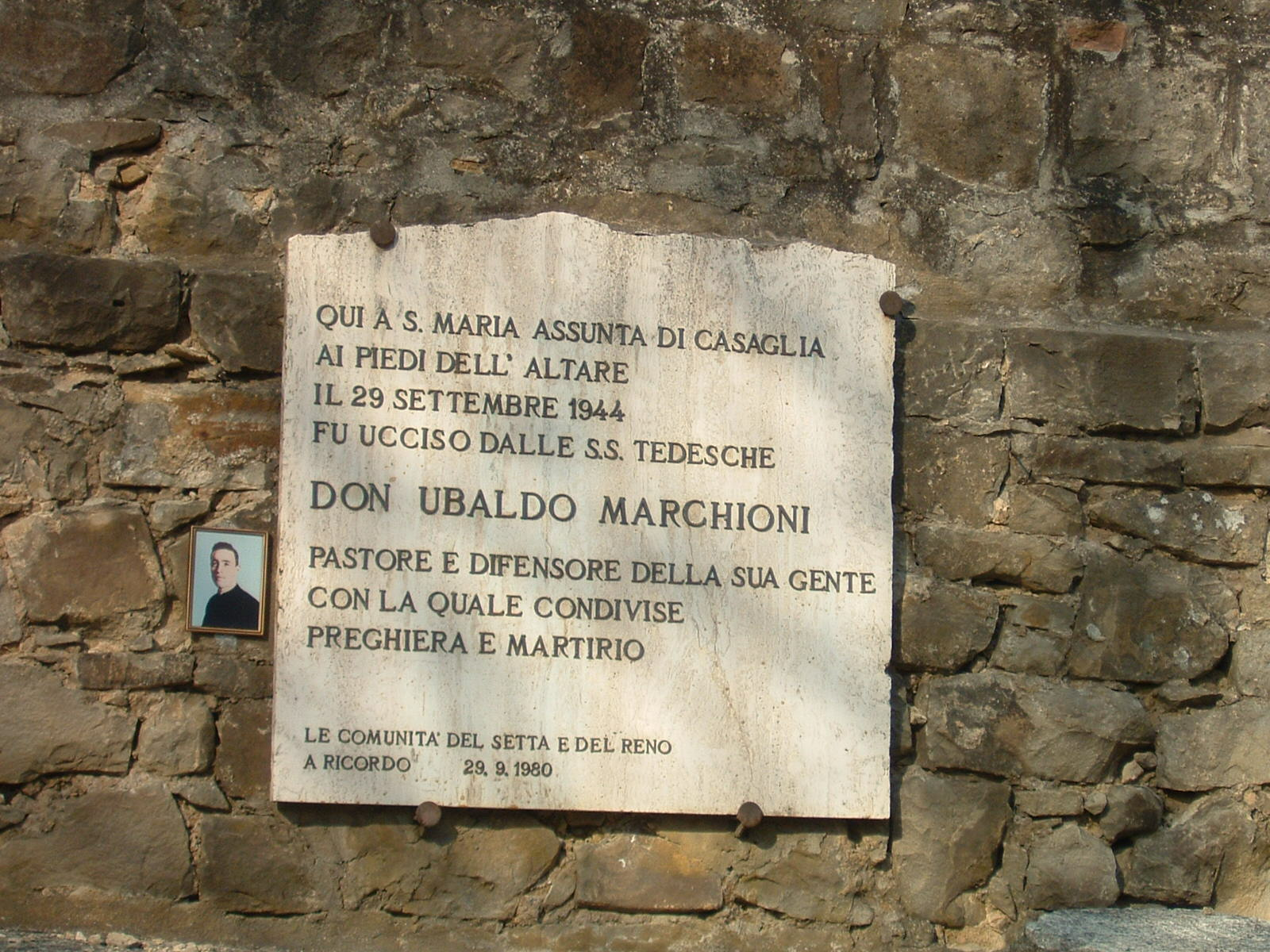
Lapide in memoria di don Ubaldo, con accanto una sua foto

Nato a Vimignano, frazione di Grizzana, attuale Grizzana Morandi, il 29 settembre 1944 fu vittima dei nazisti nella strage di Monte Sole (strage di Marzabotto): venne ucciso sull'altare al termine della Messa. Stramazzò sulla predella; per rappresaglia, i tedeschi stavano bruciando tutti i paesi della zona.
Giunti alla chiesetta di Casaglia di Caprara, dove era don Ubaldo, trascinarono una parte della popolazione nel cimitero e la fucilarono. Le vittime furono ottantaquattro, per la maggior parte donne e bambini. Le settanta persone che erano rimaste nella chiesa furono finite con le bombe a mano.
Della famiglia di don Ubaldo sopravvissero il padre e il fratello Riccardo, giacché sia la madre sia la sorella furono uccise nel presbiterio accanto al giovane parroco.

## Causa di beatificazione
Il 4 ottobre 1998 l'arcivescovo cardinale Giacomo Biffi aprì il processo di beatificazione dei sacerdoti don Ferdinando Casagrande, don Giovani Fornasini, don Ubaldo Marchioni.
All'interno della Chiesa cattolica don Ubaldo Marchioni ha quindi l'appellativo di servo di Dio.